# Колесса Олександр Михайлович
Олекса́ндр Миха́йлович Коле́сса (12 квітня 1867, Ходовичі — 23 травня 1945, Прага) — український літературознавець, мовознавець, громадсько-політичний діяч, дійсний член Наукового Товариства ім. Т. Шевченка (з 1899). Батько відомої піаністки Любки Колесси, брат Філарета Колесси та Івана Колесси.

## Життєпис
Народився у Ходовичах Стрийського повіту (тепер Стрийський район, Львівська область).
Після закінчення початкової школи в місті Стрию навчався шість семестрів у Дрогобицькій гімназії імені Франца-Йосипа, а два останні семестри — в Стрийській гімназії, де й склав іспити на отримання атестату зрілості. У 1894 році захистив докторську дисертацію із славістики на філософському факультеті Віденського університету.
Був доцентом (з 1895) і професором Львівського університету (1898–1918). Габілітувався у професора Смаль-Стоцького в Чернівецькому університеті. Отримав посаду в Львівському університеті, на яку претендував Іван Франко, однак влада (зокрема, в особі намісника Бадені) надала перевагу Колессі, посилаючись на неблагонадійність бунтівного поета.
Належав до Української Національно-Демократичної Партії.

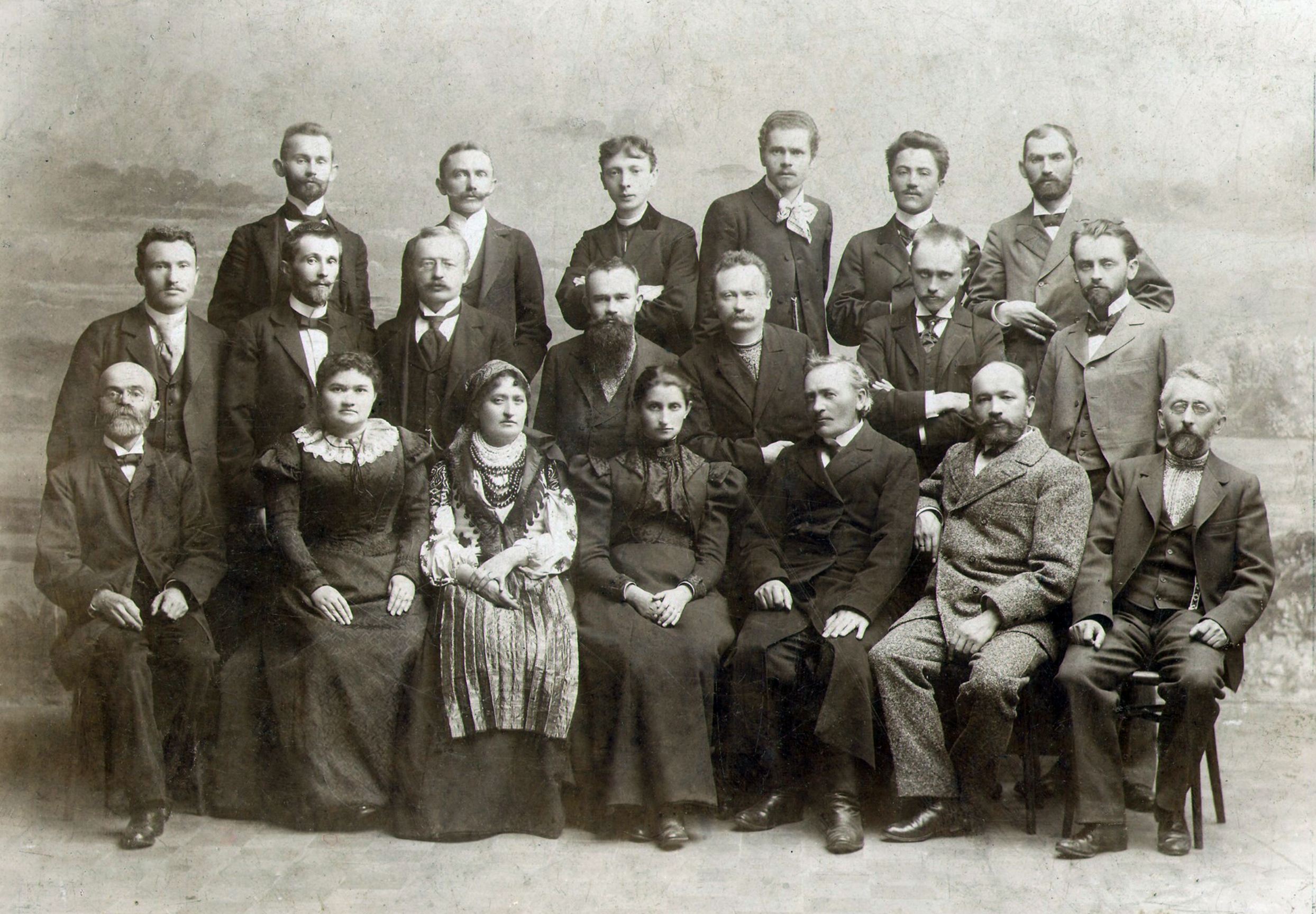
Учасники з'їзду українських письменників у Львові з нагоди 100-річчя виходу в світ «Енеїди» Котляревського, 1898 р: Сидять у першому ряду: Михайло Павлик, Євгенія Ярошинська, Наталія Кобринська, Ольга Кобилянська, Сильвестр Лепкий, Андрій Чайковський, Кость Паньківський (старший). Стоять у другому ряду: Іван Копач, Володимир Гнатюк, Осип Маковей, Михайло Грушевський, Іван Франко, Олександр Колесса, Богдан Лепкий. Стоять у третьому ряду: Іван Петрушевич, Філарет Колесса, Йосип Кишакевич, Іван Труш, Денис Лукіянович, Микола Івасюк.

В 1907—1918 був депутатом австрійського парламенту (округ 69 Теребовля—Микулинці—Буданів—Чортків), на засіданнях якого послідовно обстоював інтереси українського населення Галичини в шкільництві та вищій освіті.
Колесса був співзасновником і заступником голови Загальної Української Ради у Відні та фактичним керівником Української культурної ради.
У 1921 очолював дипломатичну місію Західноукраїнської Народної Республіки у Римі.
З 1921 і до кінця життя жив і працював у Празі. Був дійсним членом Слов'янського інституту в Празі.

Олександр Колесса (стоїть праворуч), Лев Левицький (ліворуч) та Юліян Романчук (сидить)

У 1923—1939 — професор Карлового університету, заступник голови чесько-українського комітету (голова — Я. Бідло). Колесса надавав стипендії українським студентам для навчання у Чехо-Словаччині, став одним із засновників Українського Вільного Університету, його професором і кількаразовим ректором (1921—1922, 1925—1928, 1935—1937, 1943—1944).
Досліджував пам'ятки давньоукраїнської писемності («Південноволинське Городище і городиські рукописні пам'ятки 12-16 ст.», 1923—1925), фольклор («Головні напрями й методи в розслідах українського фольклору», 1927), вивчав історію української мови («Погляди на історію української мови», 1924), проблеми українського літературознавства («Погляд на сучасний стан історії розслідів української літератури» (1901), нову українську літературу (творчість Т. Шевченка, М. Шашкевича, Ю. Федьковича).

## Творчість
Автор праць:

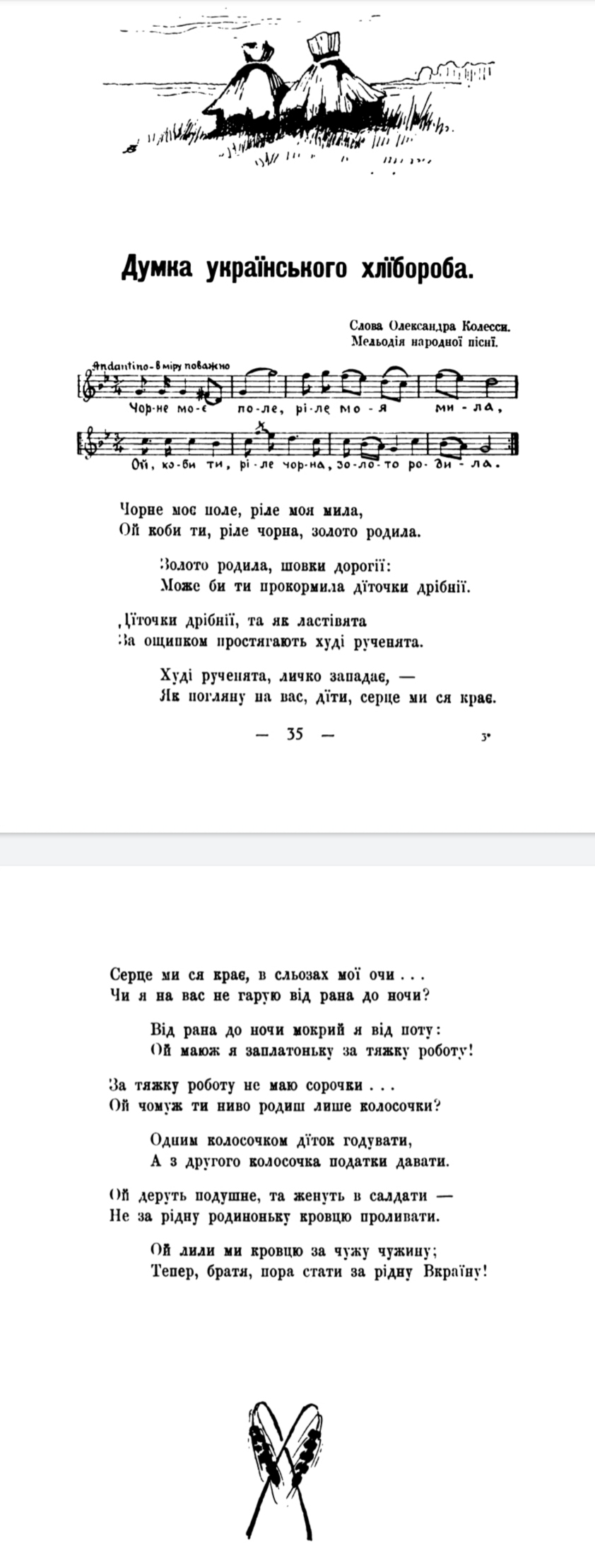
Пісня «Думка українського хлібороба» Олександра Колесси з віденського видання 1916 року.

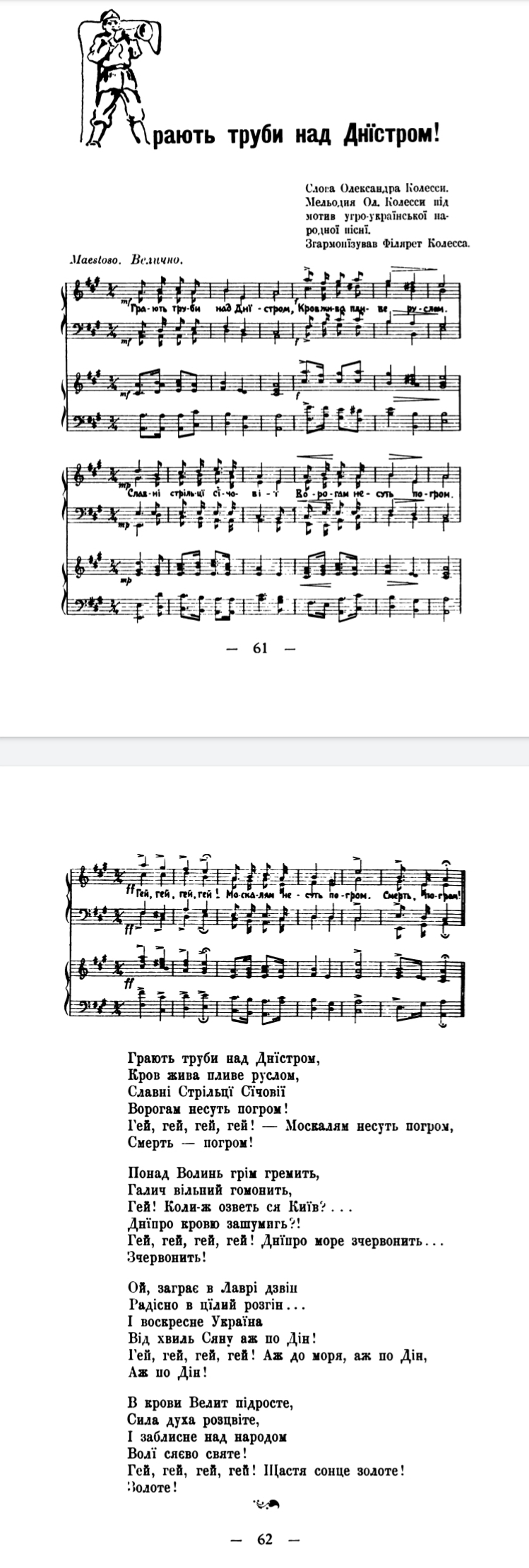
Слова і ноти пісні «Грають труби над Дністром!» Олександра Колесси з віденського видання 1916 року.

- «Південноволинське Городище і городиські рукописні пам'ятки 12-16 ст.» (1923—1925),
- «Століття українсько-руської літератури» (1898),
- «Шевченко і Міцкевич» (1894),
- Українські народні пісні в поезіях Богдана Залеського [Архівовано 13 жовтня 2014 у Wayback Machine.] // Записки НТШ. — 1892. — Том 1
- «Українська народна ритміка в поезіях Богдана Залеського» (1900),
- «Головні напрями й методи в розслідах українського фольклору» (1927),
- «Погляди на історію української мови» (1924),
- «Погляд на сучасний стан історії розслідів української літератури» (1901) та ін.
- Колесса О. Лаврівські перґамінові листки з XII—XIII в. / написав др. Ол. Колесса. — У Львові: Накладом Т-ва, 1903. — 2, 26 с., 3 арк. іл. [Архівовано 16 квітня 2021 у Wayback Machine.]
- Колесса О. М. Століття обновленої українсько-руської літератури: (1798—1898) / проф. др. Олександер Колесса. — Львів: З друк. Наук. т-ва ім. Шевченка, 1898. — 27, 2 с. [Архівовано 28 січня 2021 у Wayback Machine.]
- Колесса, Олександер. Люнарно-астральний мітологічний сюжет у старинній українській колядці: боротьба гордого молодця з чорним туром / Олександер Колесса. — У Львові: б. в., 1930. —17, 3 с. [Архівовано 16 квітня 2021 у Wayback Machine.]

Автор пісень:
- «Шалійте, шалійте, скажені кати» (1889);
- «Думка українського хлібороба» (до 1916);
- «Грають труби над Дністром!» (до 1916).

Автор книги «Люнарно-астральний мітологічний сюжет у старинній українській колядці. Боротьба гордого молодця з чорним туром» (1930).